# Grammostola gossei
Grammostola gossei är en spindelart som först beskrevs av Pocock 1899.  Grammostola gossei ingår i släktet Grammostola och familjen fågelspindlar. Inga underarter finns listade i Catalogue of Life.